# Västbo revir
Västbo revir var ett skogsförvaltningsområde inom Smålands överjägmästardistrikt som omfattade av Jönköpings län Mo och Västbo härad. Reviret, indelat i fem bevakningstrakter, omfattade (1915) 18 794 hektar allmänna skogar, varav åtta kronoparker med en areal av 8 537 hektar (1915).